# Artikulation
Artikulation es una composición electrónica de György Ligeti. Fue compuesta y escrita en enero y febrero de 1958, y preparada y grabada en cinta magnética de febrero a marzo con la ayuda de Gottfried Michael Koenig y el asistente de Karlheinz Stockhausen, Cornelius Cardew, en el Estudio de Música Electrónica de la Radio de Alemania Occidental (WDR) en Colonia. La pieza consta de varios tipos de sonidos, "en condiciones de agregación". En la obra "se puede escuchar como una conversación sin palabras". Ligeti explica en las notas de la partitura:
La pieza se llama 'Artikulation' porque en este sentido se articula un lenguaje artificial: pregunta y respuesta, voces altas y bajas, habla e interrupciones políglotas, estallidos impulsivos y humor, carbonización y susurro.
La pieza tiene una duración de 3:53-55, producida en sonido cuadrafónico. Fue estrenada el 25 de marzo de 1958 en la serie de conciertos 'Musik der Zeit' de la WDR de Colonia y el 4 de septiembre de 1958 en Darmstadt. Se escuchó nuevamente en marzo de 1993 en el Conservatorio de Nueva Inglaterra, mientras que para las grabaciones se mezcló hasta obtener un sonido estereofónico .

## Antecedentes
Ligeti acababa de huir de Budapest a Colonia en 1956, y Artikulation es la única de las tres piezas electrónicas escritas en Colonia que permanecen en el catálogo de Ligeti. Sin embargo, sólo completó dos obras de música electrónica —Glissandi (1957) y Artikulation (1958) — antes de volver a la música instrumental. Una tercera obra, originalmente titulada Atmosphères pero más tarde conocida como Pièce électronique Nr. 3, fue planeada, y aunque las limitaciones técnicas de la época impidieron que Ligeti la terminara, finalmente fue realizada en 1996 por los compositores holandeses Kees Tazelaar y Johan van Kreij del Instituto de Sonología. (Ver: Lista de composiciones de György Ligeti) Al componer Artikulation, Ligeti, como muchos compositores que lo rodeaban, se inspiró en "la antigua cuestión de la relación entre música y habla", su enfoque se inspiró en gran medida en el fonético Werner Meyer-Eppler. Blair Sanderson de AllMusic describe Artikulation como "difícil de juzgar por su brevedad y similitud con otros experimentos de música para cinta de la época".

## Composición
Ligeti utilizó tanto el azar, como en la selección de segmentos de sonido, como un plan general; todo relacionado con la fonética. "En parte serial, en parte empírica, en parte aleatoria". Ligeti utilizó tecnología que incluía ondas sinusoidales, ruido blanco y generadores de impulsos, así como filtros.
 
Habiendo concebido varios fonemas posibles y artificiales, creado grabaciones de ellos y agrupados en varias categorías y contenedores, Ligeti creó una fórmula (y muchas tablas) para determinar la longitud máxima de cada cinta utilizada (cuanto más fuerte, más corta), y luego pasó por un proceso de sacar aleatoriamente, sin mirar, "fonemas" similares de sus contenedores, combinándolos en "textos", y luego cortándolos por la mitad, hasta formar "palabras".
Primero elegí tipos [de ruido o fonemas artificiales] con varias características de grupo y varios tipos de organización interna, como: materiales granulados, friables, fibrosos, viscosos, pegajosos y compactos. Una investigación de la permeabilidad relativa de estos caracteres indicó cuáles podían mezclarse y cuáles resistían la mezcla.
A pesar de este proceso, la pieza ha sido descrita como "espontánea, incluso ingeniosa", "humorística" y como "influyente". Holmes sostiene que aunque Ligeti abandonó la música electrónica después de Glissandi y Artikulation, "parece claro que no podría haber concebido algunas de sus obras posteriores [como Atmosphères] si no hubiera aprendido las técnicas de composición con texturas y timbres de modulación lenta que venían con la producción cinta de música."

## Partitura para escuchar
Fred Lerdahl sostiene que la discretización es necesaria, no solo para el análisis musical, sino también para la percepción, incluso por parte de los oyentes instruidos, y por lo tanto, piezas como Artikulation son inaccesibles. En contraste, en 1970 el diseñador gráfico Rainer Wehinger (Universidad Estatal de Música y Artes Escénicas de Stuttgart) creó un "Hörpartitur" o "partitura para escuchar" para la pieza, que representa diferentes efectos sonoros con símbolos gráficos específicos muy parecidos a una transcripción. A pesar de la notación original de Ligeti, que consta de una gran cantidad de gráficos y tablas, esta partitura, aprobada por el compositor, ha sido descrita como de "una estética única y atractiva" y como "fácil de seguir cuando se ve alineada con la música." Como se muestra en la partitura: 
Wehinger ... se centra en las principales características sonoras: utiliza una línea de tiempo medida en segundos; formas y colores en lugar de las notas en un pentagrama; diferentes colores que representan variaciones de timbre y tono; puntos que representan impulsos y peines que representan ruido.
La descripción de la frecuencia utilizando el «eje y» puede ser "muy aproximada". Posteriormente, la partitura se sincronizó con la música y se publicó en YouTube. Aunque Holmes encuentra, "el valor artístico de visualizar esta obra ... es fácil de ver", Taruskin sostiene que la partitura es "decorativa o de celebración... en lugar de... práctica".
Tom Service de The Guardian señala que, incluso antes de la partitura de Wehinger y su animación, "el propio Ligeti imaginó los sonidos de Artikulation evocando imágenes e ideas de laberintos, textos, diálogos, insectos, catástrofes, transformaciones, desapariciones".